# Жълтееща млечница
Жълтеещата млечница (Lactarius chrysorrheus) е вид отровна базидиева гъба от семейство Russulaceae.

## Описание
Шапката достига до 8 cm в диаметър. Най-често е дъговидно извита с лека вдлъбнатина в средата, първоначално с подвит, а после с изправен ръб. На цвят е белезникаво-оранжева, бледорозово-оранжева, жълто-оранжева, наситено оранжева до жълто-охрена, с розов оттенък и воднисти петна. Пънчето е цилиндрично или леко удебелено в основата и кухо. Първоначално е бяло до белезникаво, а впоследствие кремаво, бледооранжево, понякога със слаб розов оттенък. Месото е белезникаво и има характерна леко плодова миризма, като при нараняване се променя до бледожълто. Млечният сок, който изтича при нараняване, е обилен и на вкус е нагарчащ или лютив, като при излагане на въздуха бързо пожълтява. Гъбата като цяло се счита за отровна.

## Местообитание
Среща се през юни – септември в широколистни гори и храсталаци, образувайки микориза с различни видове дъб.